# Rio Negro (vattendrag i Brasilien, Mato Grosso do Sul, lat -19,22, long -57,28)
Rio Negro är ett vattendrag i Brasilien.   Det ligger i delstaten Mato Grosso do Sul, i den södra delen av landet, 1 100 km väster om huvudstaden Brasília.
Omgivningarna runt Rio Negro är huvudsakligen savann. Trakten runt Rio Negro är nära nog obefolkad, med mindre än två invånare per kvadratkilometer.